# An Old Maid's Deception

An Old Maid's Deception est un court-métrage de Dell Henderson sorti le 3 juillet 1913 aux États-Unis.

## Fiche technique
- Directeur : Dell Henderson
- Scénariste : Ralph E. Hellawell
- Type : Noir et blanc, muet

## Distribution
- Kate Toncray : Beauté, la vieille fille
- Dave Morris : Sim
- Charles Murray : Sam
- Clarence Barr : Const. Jim Gorman
- Sylvia Ashton : Femme au pique-nique
- Gertrude Bambrick : Femme au pique-nique
- Edward Dillon : l'homme au pique-nique
- Florence Lee : Femme au pique-nique
- Gus Pixley : l'homme au pique-nique